# Pawel Wladimirowitsch Woroschnin
Pawel Wladimirowitsch Woroschnin (russisch Павел Владимирович Ворошнин; * 23. März 1984 in Tscheljabinsk, Russische SFSR) ist ein ehemaliger russischer Eishockeyspieler, der überwiegend zweitklassig in seiner Heimat aktiv war.

## Karriere
Pawel Woroschnin begann seine Karriere als Eishockeyspieler in seiner Heimatstadt im Nachwuchsbereich des HK Traktor Tscheljabinsk, für dessen Profimannschaft er in der Saison 2001/02 sein Debüt in der Wysschaja Liga, der zweiten russischen Spielklasse, gab. Anschließend spielte der Verteidiger drei Jahre lang in der kanadischen Juniorenliga Ontario Hockey League für die Mississauga IceDogs, die ihn beim CHL Import Draft 2002 in der ersten Runde an Position 56 gezogen hatten, und Owen Sound Attack. In diesem Zeitraum wurde er im NHL Entry Draft 2003 in der sechsten Runde als insgesamt 172. Spieler von den Buffalo Sabres ausgewählt, für die er allerdings nie spielte. Stattdessen kehrte der Linksschütze nach Russland zurück, wo er in der Saison 2004/05 für Metallurg Serow in der Wysschaja Liga auflief. Zur Saison 2005/06 wechselte er zum HK Lada Toljatti aus der russischen Superliga, mit dem er auf europäischer Ebene 2006 den IIHF Continental Cup gewann. 
Nachdem er auch die Saison 2006/07 bei Lada Toljatti begonnen hatte, unterschrieb Woroschnin bei dessen Ligarivalen Chimik Moskowskaja Oblast. Zur Saison 2008/09 wurde der Russe von Chimik Woskressensk verpflichtet, für das er in 41 Spielen in der neu gegründeten Kontinentalen Hockey-Liga ein Tor erzielte und sechs Vorlagen gab. Nachdem der Verein aus finanziellen Gründen am Saisonende aus der KHL ausgeschlossen worden war, verbrachte er die Saison 2009/10 bei den Zweitligisten Rubin Tjumen, HK Jugra Chanty-Mansijsk und HK Metschel Tscheljabinsk. Für die Saison 2010/11 schloss er sich dem PHK Krylja Sowetow Moskau aus der neuen zweiten russischen Spielklasse, der Wysschaja Hockey-Liga, an. Nachdem dessen Profiabteilung aufgelöst worden war, wechselte er zur Saison 2011/12 zum WHL-Neuling HK Sokol Krasnojarsk. Bis 2016 spielte er fortan für wechselnde WHL-Klubs, ehe er anschließend bis zu seinem Karriereende noch für den Debreceni HK in der Ersten Liga und den drittklassigen russischen Klub HK Tambow.

## Erfolge und Auszeichnungen
- 2006 IIHF-Continental-Cup-Gewinn mit dem HK Lada Toljatti

## KHL-Statistik
(Stand: Ende der Saison 2010/11)